# Torneo Preolímpico Sudamericano Sub-23 de 2024
El Torneo Preolímpico Sudamericano 2024, también conocido como Conmebol Preolímpico Venezuela 2024, se realizó por primera vez en Venezuela para definir a los dos equipos de Sudamérica que participaron en los Juegos Olímpicos de París 2024.
En el torneo participaron las 10 selecciones con futbolistas menores de 23 años pertenecientes a la Conmebol, el cual otorgó 2 plazas directas para los Juegos Olímpicos de París 2024, que fueron ocupadas por Paraguay y Argentina como campeón y subcampeón, respectivamente.

## Organización

### Sedes
Venezuela fue confirmada por Conmebol como anfitriona del torneo el 14 de octubre de 2023. Ese día las ciudades de Caracas, Valencia y Barquisimeto fueron anunciadas como sedes del torneo. El 28 de enero de 2024 se confirmó que la Fase final se disputa en Caracas y ya no en el estadio Metropolitano de Lara de Barquisimeto, como estaba previsto inicialmente, porque las condiciones del terreno de juego no eran óptimas.
| Caracas Valencia | Caracas                 | Valencia                     |
| Caracas Valencia | Estadio Brígido Iriarte | Polideportivo Misael Delgado |
| Caracas Valencia | Capacidad: 10 036       | Capacidad: 10 401            |
| Caracas Valencia |                         |                              |

### Árbitros
La Conmebol confirmó las siguientes ternas arbitrales, provenientes de todos los países miembros de la confederación.
| - Argentina: Yael Falcón Pérez - Facundo Rodríguez (asistente) - Cristian Navarro (asistente) - Bolivia: Gery Vargas - José Antelo (asistente) - Edwar Saavedra (asistente) - Carlos Tapia (asistente) - Brasil: Flavio de Souza - Nailton Sousa (asistente) - Luanderson de Lima (asistente) | - Chile: Cristián Garay - Felipe González (árbitro de apoyo) - Miguel Rocha (asistente) - Juan Serrano (asistente) - Colombia: Jhon Ospina - John León (asistente) - Jhon Gallego (asistente) - Nicolás Gallo (VAR) - Yadir Acuña (VAR) - Ecuador: Augusto Aragón - Christian Lescano (asistente) - Ricardo Baren (asistente) - Carlos Orbe (VAR) | - Paraguay: Derlis López - Roberto Cañete (asistente) - José Cuevas (asistente) - Perú: Roberto Pérez - Enrique Pinto (asistente) - Stephen Atoche (asistente) - Uruguay: Gustavo Tejera - Andrés Nievas (asistente) - Pablo Llarena (asistente) - Carlos Barreiro (asistente) - Leodán González (VAR) - Antonio García (VAR) - Venezuela: Alexis Herrera - Lubín Torrealba (asistente) - Alberto Ponte (asistente) |

### Reglas
Los diez equipos participantes empezaran en una primera fase donde se dividiran en dos grupos de cinco equipos cada uno. Luego de una liguilla simple, a una sola rueda de partidos, se pasan a la segunda ronda donde los 2 primeros equipos de cada grupo clasifican.
En caso de empate en puntos en cualquiera de las posiciones, la clasificación se determina siguiendo en orden los siguientes criterios:
1. El resultado del enfrentamiento directo jugado entre los empatados.
2. Diferencia de goles.
3. Cantidad de goles marcados.
4. Menor número de tarjetas rojas.
5. Menor número de tarjetas amarillas.

## Participantes
Participan en el torneo los equipos representativos de las 10 asociaciones nacionales afiliadas a la Confederación Sudamericana de Fútbol.
| Equipos participantes | Equipos participantes | Equipos participantes | Equipos participantes | Equipos participantes |
| --------------------- | --------------------- | --------------------- | --------------------- | --------------------- |
| Argentina             | Brasil                | Colombia              | Paraguay              | Uruguay               |
| Bolivia               | Chile                 | Ecuador               | Perú                  | Venezuela             |

### Sorteo
El sorteo de grupos se llevó a cabo en la sede de la Conmebol ubicada en la ciudad de Luque, Paraguay, el 20 de octubre de 2023 a las 12:00 (UTC-3). Venezuela y Argentina, como país anfitrión y campeón defensor respectivamente, fueron los cabezas de serie.
Entre paréntesis se indica la posición de las selecciones en el Torneo Preolímpico Sudamericano Sub-23 de 2020.
| Cabezas de serie            | Bombo 2                | Bombo 3                | Bombo 4                  | Bombo 5               |
| --------------------------- | ---------------------- | ---------------------- | ------------------------ | --------------------- |
| Venezuela (9) Argentina (1) | Brasil (2) Uruguay (3) | Colombia (4) Chile (5) | Bolivia (6) Paraguay (7) | Perú (8) Ecuador (10) |

## Primera fase
- Los horarios corresponden a la hora de Venezuela (UTC-4).

     – Clasificaron a la fase final.

### Grupo A
| Equipo    | Pts | PJ | PG | PE | PP | GF | GC | Dif. |
| --------- | --- | -- | -- | -- | -- | -- | -- | ---- |
| Brasil    | 9   | 4  | 3  | 0  | 1  | 6  | 4  | 2    |
| Venezuela | 8   | 4  | 2  | 2  | 0  | 8  | 5  | 3    |
| Ecuador   | 7   | 4  | 2  | 1  | 1  | 7  | 3  | 4    |
| Bolivia   | 4   | 4  | 1  | 1  | 2  | 5  | 6  | –1   |
| Colombia  | 0   | 4  | 0  | 0  | 4  | 0  | 8  | –8   |

| 20 de enero | Ecuador                        | 3:0 (0:0) | Colombia | Estadio Brígido Iriarte, Caracas |                               |
| 16:00       | Medina 71', 88' · Zambrano 86' | Reporte   |          | Árbitro(s): Yael Falcón Pérez    | Árbitro(s): Yael Falcón Pérez |

| Uniformes | Uniformes |
| --------- | --------- |
|           |           |

| 20 de enero | Venezuela                            | 3:3 (2:1) | Bolivia                                   | Estadio Brígido Iriarte, Caracas |                           |
| 19:00       | Lacava 37' · Bolívar 42' · Rivas 63' | Reporte   | Briceño 31' · Chávez 83' · Villamíl 90+6' | Árbitro(s): Roberto Pérez        | Árbitro(s): Roberto Pérez |

| Uniformes | Uniformes |
| --------- | --------- |
|           |           |

- Equipo libre:  Brasil.

| 23 de enero | Bolivia | 0:1 (0:1) | Brasil     | Estadio Brígido Iriarte, Caracas |                          |
| 16:00       |         | Reporte   | Endrick 4' | Árbitro(s): Derlis López         | Árbitro(s): Derlis López |

| Uniformes | Uniformes |
| --------- | --------- |
|           |           |

| 23 de enero | Ecuador    | 1:1 (0:1) | Venezuela | Estadio Brígido Iriarte, Caracas |                            |
| 19:00       | Medina 70' | Reporte   | Kelsy 20' | Árbitro(s): Gustavo Tejera       | Árbitro(s): Gustavo Tejera |

| Uniformes | Uniformes |
| --------- | --------- |
|           |           |

- Equipo libre:  Colombia.

| 26 de enero | Bolivia | 0:2 (0:1) | Ecuador                       | Estadio Brígido Iriarte, Caracas |                               |
| 16:00       |         | Reporte   | J. Mercado 22' · Obando 90+3' | Árbitro(s): Yael Falcón Pérez    | Árbitro(s): Yael Falcón Pérez |

| Uniformes | Uniformes |
| --------- | --------- |
|           |           |

| 26 de enero | Brasil                    | 2:0 (1:0) | Colombia | Estadio Brígido Iriarte, Caracas |                            |
| 19:00       | Endrick 23' · Kennedy 85' | Reporte   |          | Árbitro(s): Cristián Garay       | Árbitro(s): Cristián Garay |

| Uniformes | Uniformes |
| --------- | --------- |
|           |           |

- Equipo libre:  Venezuela.

| 29 de enero | Brasil                 | 2:1 (0:0) | Ecuador        | Estadio Brígido Iriarte, Caracas |                            |
| 16:00       | Gomes 65' · Pirani 75' | Reporte   | P. Mercado 59' | Árbitro(s): Gustavo Tejera       | Árbitro(s): Gustavo Tejera |

| Uniformes | Uniformes |
| --------- | --------- |
|           |           |

| 29 de enero | Colombia | 0:1 (0:1) | Venezuela   | Estadio Brígido Iriarte, Caracas |                           |
| 19:00       |          | Reporte   | Bolívar 34' | Árbitro(s): Roberto Pérez        | Árbitro(s): Roberto Pérez |

| Uniformes | Uniformes |
| --------- | --------- |
|           |           |

- Equipo libre:  Bolivia.

| 1 de febrero | Venezuela                             | 3:1 (2:0) | Brasil         | Estadio Brígido Iriarte, Caracas |                            |
| 19:00        | Segovia 10', 31' · Rikelme 55' (a.g.) | Reporte   | Alexsander 90' | Árbitro(s): Cristián Garay       | Árbitro(s): Cristián Garay |

| Uniformes | Uniformes |
| --------- | --------- |
|           |           |

| 1 de febrero | Colombia | 0:2 (0:2) | Bolivia         | Polideportivo Misael Delgado, Valencia |                          |
| 19:00        |          | Reporte   | Briceño 9', 29' | Árbitro(s): Derlis López               | Árbitro(s): Derlis López |

| Uniformes | Uniformes |
| --------- | --------- |
|           |           |

- Equipo libre:  Ecuador.

### Grupo B
| Equipo    | Pts | PJ | PG | PE | PP | GF | GC | Dif. |
| --------- | --- | -- | -- | -- | -- | -- | -- | ---- |
| Argentina | 8   | 4  | 2  | 2  | 0  | 11 | 4  | 7    |
| Paraguay  | 7   | 4  | 2  | 1  | 1  | 7  | 6  | 1    |
| Chile     | 6   | 4  | 2  | 0  | 2  | 3  | 7  | –4   |
| Uruguay   | 4   | 4  | 1  | 1  | 2  | 9  | 8  | 1    |
| Perú      | 3   | 4  | 1  | 0  | 3  | 1  | 6  | –5   |

| 21 de enero | Perú       | 1:0 (0:0) | Chile | Polideportivo Misael Delgado, Valencia |                         |
| 16:00       | Flores 67' | Reporte   |       | Árbitro(s): Jhon Ospina                | Árbitro(s): Jhon Ospina |

| Uniformes | Uniformes |
| --------- | --------- |
|           |           |

| 21 de enero | Argentina  | 1:1 (0:0) | Paraguay            | Polideportivo Misael Delgado, Valencia |                             |
| 19:00       | Gondou 90' | Reporte   | D. Gómez 67' (pen.) | Árbitro(s): Flavio de Souza            | Árbitro(s): Flavio de Souza |

| Uniformes | Uniformes |
| --------- | --------- |
|           |           |

- Equipo libre:  Uruguay.

| 24 de enero | Paraguay                                            | 4:3 (2:3) | Uruguay                   | Polideportivo Misael Delgado, Valencia |                            |
| 16:00       | R. de Jesús 30' · D. Gómez 44', 72' · Fernández 54' | Reporte   | L. Rodríguez 8', 11', 34' | Árbitro(s): Alexis Herrera             | Árbitro(s): Alexis Herrera |

| Uniformes | Uniformes |
| --------- | --------- |
|           |           |

| 24 de enero | Perú | 0:2 (0:0) | Argentina                      | Polideportivo Misael Delgado, Valencia |                         |
| 19:00       |      | Reporte   | Almada 53' (pen.) · Gondou 87' | Árbitro(s): Gery Vargas                | Árbitro(s): Gery Vargas |

| Uniformes | Uniformes |
| --------- | --------- |
|           |           |

- Equipo libre:  Chile.

| 27 de enero | Paraguay      | 1:0 (1:0) | Perú | Polideportivo Misael Delgado, Valencia |                            |
| 16:00       | Fernández 18' | Reporte   |      | Árbitro(s): Augusto Aragón             | Árbitro(s): Augusto Aragón |

| Uniformes | Uniformes |
| --------- | --------- |
|           |           |

| 27 de enero | Uruguay | 0:1 (0:0) | Chile      | Polideportivo Misael Delgado, Valencia |                             |
| 19:00       |         | Reporte   | Montes 64' | Árbitro(s): Flavio de Souza            | Árbitro(s): Flavio de Souza |

| Uniformes | Uniformes |
| --------- | --------- |
|           |           |

- Equipo libre:  Argentina.

| 30 de enero | Uruguay                                                   | 3:0 (2:0) | Perú | Polideportivo Misael Delgado, Valencia |                         |
| 16:00       | L. Rodríguez 44' (pen.) · Homenchenko 45+1' · Sánchez 48' | Reporte   |      | Árbitro(s): Gery Vargas                | Árbitro(s): Gery Vargas |

| Uniformes | Uniformes |
| --------- | --------- |
|           |           |

| 30 de enero | Chile | 0:5 (0:1) | Argentina                                                       | Polideportivo Misael Delgado, Valencia |                            |
| 19:00       |       | Reporte   | Almada 45' (pen.), 57' · Castro 61' · Quirós 79' · Gondou 90+1' | Árbitro(s): Alexis Herrera             | Árbitro(s): Alexis Herrera |

| Uniformes | Uniformes |
| --------- | --------- |
|           |           |

- Equipo libre:  Paraguay.

| 2 de febrero | Argentina                                | 3:3 (3:2) | Uruguay                                    | Polideportivo Misael Delgado, Valencia |                         |
| 19:00        | Rodríguez 7' · Quirós 11' · González 25' | Reporte   | L. Rodríguez 19' · Araújo 41' · Abaldo 61' | Árbitro(s): Jhon Ospina                | Árbitro(s): Jhon Ospina |

| Uniformes | Uniformes |
| --------- | --------- |
|           |           |

| 2 de febrero | Chile                  | 2:1 (1:1) | Paraguay       | Estadio Brígido Iriarte, Caracas |                            |
| 19:00        | Tapia 31' · Assadi 70' | Reporte   | Leguizamón 33' | Árbitro(s): Augusto Aragón       | Árbitro(s): Augusto Aragón |

| Uniformes | Uniformes |
| --------- | --------- |
|           |           |

- Equipo libre:  Perú.

## Fase final
- Los horarios corresponden a la hora de Venezuela (UTC-4).

     – Clasificaron para los Juegos Olímpicos de París 2024.
| Equipo    | Pts | PJ | PG | PE | PP | GF | GC | Dif |
| --------- | --- | -- | -- | -- | -- | -- | -- | --- |
| Paraguay  | 7   | 3  | 2  | 1  | 0  | 6  | 3  | 3   |
| Argentina | 5   | 3  | 1  | 2  | 0  | 6  | 5  | 1   |
| Brasil    | 3   | 3  | 1  | 0  | 2  | 2  | 3  | –1  |
| Venezuela | 1   | 3  | 0  | 1  | 2  | 3  | 6  | –3  |

| 5 de febrero | Brasil | 0:1 (0:1) | Paraguay      | Estadio Brígido Iriarte, Caracas               |                                                |
| 16:00        |        | Reporte   | Peralta 45+2' | Árbitro(s): Roberto Pérez VAR: Leodán González | Árbitro(s): Roberto Pérez VAR: Leodán González |

| Uniformes | Uniformes |
| --------- | --------- |
|           |           |

| 5 de febrero | Argentina                     | 2:2 (1:1) | Venezuela                             | Estadio Brígido Iriarte, Caracas            |                                             |
| 19:00        | Vivas 39' (a.g.) · Almada 61' | Reporte   | Brey 16' (a.g.) · Kelsy 90+10' (pen.) | Árbitro(s): Augusto Aragón VAR: Carlos Orbe | Árbitro(s): Augusto Aragón VAR: Carlos Orbe |

| Uniformes | Uniformes |
| --------- | --------- |
|           |           |

| 8 de febrero | Argentina                                     | 3:3 (1:1) | Paraguay                                   | Estadio Brígido Iriarte, Caracas              |                                               |
| 16:00        | Solari 3' · Almada 84' (pen.) · Redondo 90+7' | Reporte   | D. Gómez 42' · Núñez 70' · E. González 90' | Árbitro(s): Gustavo Tejera VAR: Nicolás Gallo | Árbitro(s): Gustavo Tejera VAR: Nicolás Gallo |

| Uniformes | Uniformes |
| --------- | --------- |
|           |           |

| 8 de febrero | Venezuela   | 1:2 (0:0) | Brasil                  | Estadio Brígido Iriarte, Caracas            |                                             |
| 19:00        | Bolívar 67' | Reporte   | Maurício 57' · Biro 88' | Árbitro(s): Gery Vargas VAR: Antonio García | Árbitro(s): Gery Vargas VAR: Antonio García |

| Uniformes | Uniformes |
| --------- | --------- |
|           |           |

| 11 de febrero | Brasil | 0:1 (0:0) | Argentina  | Estadio Brígido Iriarte, Caracas                |                                                 |
| 16:30         |        | Reporte   | Gondou 78' | Árbitro(s): Cristián Garay VAR: Leodán González | Árbitro(s): Cristián Garay VAR: Leodán González |

| Uniformes | Uniformes |
| --------- | --------- |
|           |           |

| 11 de febrero | Paraguay                        | 2:0 (0:0) | Venezuela | Estadio Brígido Iriarte, Caracas         |                                          |
| 19:30         | D. Gómez 48' (pen.) · Pérez 75' | Reporte   |           | Árbitro(s): Jhon Ospina VAR: Carlos Orbe | Árbitro(s): Jhon Ospina VAR: Carlos Orbe |

| Uniformes | Uniformes |
| --------- | --------- |
|           |           |

|                             |
| Bandera de Paraguay         |
| Campeón Paraguay 2.º título |

## Clasificados a los Juegos Olímpicos de París 2024
| Bandera de Paraguay | Bandera de Argentina |
| Paraguay            | Argentina            |
| ------------------- | -------------------- |

## Estadísticas

### Clasificación general
| Pos. | Selección | Gr. | Pts. | PJ | PG | PE | PP | GF | GC | Dif | Rend.   |
| ---- | --------- | --- | ---- | -- | -- | -- | -- | -- | -- | --- | ------- |
| 1    | Paraguay  | B   | 14   | 7  | 4  | 2  | 1  | 13 | 9  | +4  | 66.67 % |
| 2    | Argentina | B   | 13   | 7  | 3  | 4  | 0  | 17 | 9  | +8  | 61.9 %  |
| 3    | Brasil    | A   | 12   | 7  | 4  | 0  | 3  | 6  | 6  | 0   | 57.14 % |
| 4    | Venezuela | A   | 9    | 7  | 2  | 3  | 2  | 11 | 11 | 0   | 42.86 % |
| 5    | Ecuador   | A   | 7    | 4  | 2  | 1  | 1  | 7  | 3  | +4  | 58.33 % |
| 6    | Chile     | B   | 6    | 4  | 2  | 0  | 2  | 3  | 7  | –4  | 50 %    |
| 7    | Uruguay   | B   | 4    | 4  | 1  | 1  | 2  | 9  | 8  | +1  | 33.33 % |
| 8    | Bolivia   | A   | 4    | 4  | 1  | 1  | 2  | 5  | 6  | –1  | 33.33 % |
| 9    | Perú      | B   | 3    | 4  | 1  | 0  | 3  | 1  | 6  | –5  | 25 %    |
| 10   | Colombia  | A   | 0    | 4  | 0  | 0  | 4  | 0  | 8  | –8  | 0 %     |

| Jugador             | Selección | Goles |
| Luciano Rodríguez   | Uruguay   | 5     |
| Thiago Almada       | Argentina | 5     |
| Diego Gómez         | Paraguay  | 5     |
| ------------------- | --------- | ----- |
| Luciano Gondou      | Argentina | 4     |
| José Miguel Briceño | Bolivia   | 3     |
| Yaimar Medina       | Ecuador   | 3     |
| Jovanny Bolívar     | Venezuela | 3     |

| Jugador            | Selección | Asistencias |
| Pedro Vite         | Ecuador   | 4           |
| ------------------ | --------- | ----------- |
| David Martínez     | Venezuela | 3           |
| Juan de los Santos | Uruguay   | 3           |
| Telasco Segovia    | Venezuela | 2           |
| Gabriel Pec        | Brasil    | 2           |
| Matías Abaldo      | Uruguay   | 2           |
| Marcelo Pérez      | Paraguay  | 2           |
| Thiago Almada      | Argentina | 2           |

### Autogoles
| Jugador      | Selección | Rival     | Goles |
| ------------ | --------- | --------- | ----- |
| Rikelme      | Brasil    | Venezuela | 1     |
| Carlos Vivas | Venezuela | Argentina | 1     |
| Leandro Brey | Argentina | Venezuela | 1     |

## Transmisión
- Argentina: DSports, TyC Sports
- Bolivia: Tigo Sports (Partido inaugural, todos los partidos de Bolivia y del cuadrangular final)
- Brasil: SporTV/TV Globo
- Chile: DSports (todos los partidos), TVN (solo los partidos de Chile)
- Colombia: DSports (todos los partidos), Gol Caracol, Fútbol RCN (solo los partidos de Colombia)
- Ecuador: DSports, Ecuador TV
- Paraguay: Tigo Sports
- Perú: DSports
- Uruguay: DSports, AUF TV (streaming), TV Ciudad (solo los partidos de Uruguay)
- Venezuela: DSports (Partido inaugural, todos los partidos y del cuadrangular final), Televen (solo los partidos de Venezuela)